# الزهور (سوسه)
الزهور (به عربی: الزهور) یک منطقهٔ مسکونی در تونس است که در استان سوسه واقع شده‌است. الزهور ۱۷٬۳۴۸ نفر جمعیت دارد.